# 허선행 (배우)
허선행(1957년 ~ 현재)은 대한민국의 영화 배우이다.

## 출연작

### 영화
- 2017년 《보통사람》 ... 강 국장 역
- 2011년 《겨울나비》 ... 안철진 역
- 2009년 《트라이앵글》 ... 정 기사 역
- 2008년 《도레미파솔라시도》 ... 가게 매니저 역
- 2008년 《크로싱》 ... 몽골 주재 한국 대사관 직원 1 역
- 2007년 《내 사랑》 ... 혜영 부 역
- 2007년 《1번가의 기적》 ... 왕진의사 역
- 2007년 《언니가 간다》 ... 포장마차 남자 1 역
- 2005년 《연애의 목적》 ... 경찰 1 역
- 2004년 《도마 안중근》 ... 고종 역
- 2002년 《4발가락》 ... 회계사 역
- 2002년 《긴급조치 19호》 ... 기자 1 역
- 2002년 《재밌는 영화》 ... 김상철 역
- 2001년 《이것이 법이다》 ... 송 변호사 역
- 2001년 《인디안 썸머》 ... 허 변호사 역
- 2001년 《선물》 ... 의사 1 역
- 1999년 《얼굴》

### TV 드라마
- 2004년 KBS2 《미안하다, 사랑한다》 - 연예부 기자 역
- 2007년 KBS2 《헬로! 애기씨》 - 약사 역
- 2007년 MBC 《뉴하트》
- 2008년 KBS2 《그들이 사는 세상》
- 2011년 MBC 《반짝반짝 빛나는》 - 민박집 사장 역
- 2011년 KBS2 《강력반》 - 의사 역
- 2011년 SBS 《시티헌터》 - 비서실장 역
- 2011년 SBS 《보스를 지켜라》 - DK그룹 면접관 역
- 2012년 MBC 《해를 품은 달》 - 허연우네집 청지기 역
- 2012년 SBS 《유령》 - 세강증권 직원 역
- 2012년~2013년 SBS 《드라마의 제왕》 - 고증 자문해준 교수 역
- 2012년~2013년 SBS 《청담동 앨리스》 - 차승조의 프리젠테이션 발표에 질문하는 남자 역
- 2013년 MBC 《백년의 유산》 - 대리운전 회사 사장 역
- 2013년 JTBC 《그녀의 신화》 - 샬롯백화점 직원 역
- 2013년 MBC 《투윅스》 - 도박하는 남자 역
- 2013년~2014년 SBS 《별에서 온 그대》 - 은행 지점장 역
- 2014년 MBC 《앙큼한 돌싱녀》 - 레스토랑 지배인 역
- 2014년 SBS 《닥터 이방인》 - 의사 역
- 2014년 KBS2 《조선 총잡이》 - 내관 역
- 2014년~2015년 MBC 《전설의 마녀》 - 직업소개소 사장 역
- 2014년~2015년 SBS 《미녀의 탄생》 - 위너그룹의 이사 역
- 2014년~2015년 OCN 《닥터 프로스트》 - 국과수 부검의 역
- 2015년 MBC 《킬미힐미》 - 오디션 심사위원 역
- 2015년 tvN 《응답하라 1988》 - 의사 역
- 2017년 KBS2 《김과장》
- 2019년 tvN 《그녀의 사생활》 - 채움미술관 경비원 역